# Chellie Pingree
Chellie Pingree, właśc. Rochelle M. Pingree (ur. 2 kwietnia 1955 w Minneapolis) – amerykańska polityk, członkini Partii Demokratycznej. Od 2009 zasiada w Izbie Reprezentantów USA jako jedna z dwojga przedstawicieli stanu Maine. Jest pierwszą kobietą wybraną w tym stanie do Izby w barwach Demokratów.

## Życiorys
Pochodzi z Minnesoty, ale w stanie Maine zamieszkała wraz z rodziną już jako nastolatka. Ukończyła studia w zakresie ekologii na University of Southern Maine i College of the Atlantic. Po studiach imała się różnych prac dorywczych, aż wpadła na pomysł założenia firmy North Island Yarn zajmującej się produkcją i sprzedażą wyrobów ręcznie haftowanych. Później zaangażowała się także w prace organizacji pozarządowej Common Cause, lobbującej na rzecz szeregu zmian w amerykańskim systemie politycznym, m.in. wprowadzenia bezpośrednich wyborów prezydenckich, gdzie o zwycięstwie decydowałaby suma głosów uzyskanych w całym kraju, a nie jak dziś suma głosów elektorskich.
Karierę polityczną rozpoczęła od parlamentu stanowego. W 1992 została wybrana do Senatu Maine, a już cztery lata później stanęła na czele frakcji demokratycznej w tym gremium. W roku 2000 musiała odejść ze stanowego Senatu z powodu przewidzianego w prawie limitu dopuszczalnych reelekcji. W 2002 kandydowała do Senatu federalnego, jednak została pokonana przez broniącą mandatu Susan Collins. W listopadzie 2008 została wybrana do federalnej Izby Reprezentantów, z 1. okręgu wyborczego w Maine. Zasiada w dwóch komitetach parlamentarnych: ds. sił zbrojnych oraz regulaminowym.
Ma troje dzieci: dwie córki i syna. Jej starsza córka Hannah Pingree poszła w ślady matki i została politykiem. Obecnie pełni urząd spikera Izby Reprezentantów Maine. Chellie Pingree jest członkinią Kościoła Ewangelicko-Luterańskiego w Ameryce.